# Samuel Wells

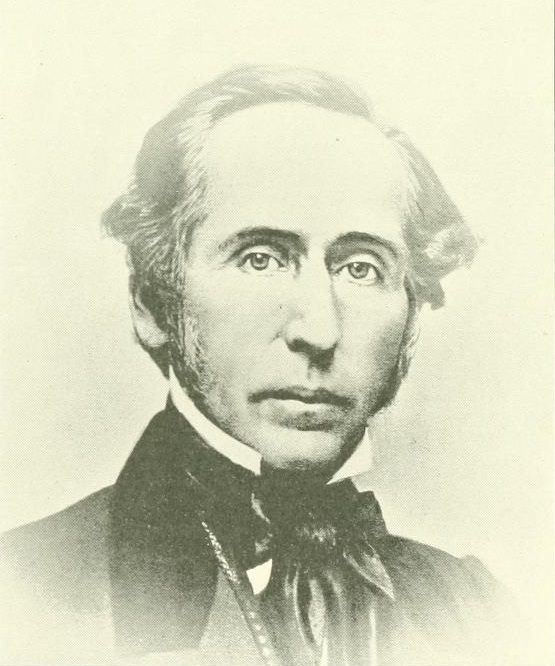
Samel Wells

Samuel Wells (* 15. August 1801 in Durham, Strafford County, New Hampshire; † 15. Juli 1868 in Boston, Massachusetts) war ein US-amerikanischer Jurist und Politiker und von 1856 bis 1857 Gouverneur des Bundesstaates Maine.

## Leben
Samuel Wells besuchte die örtlichen Schulen seiner Heimat. Nach einem späteren Jurastudium und seiner Zulassung als Rechtsanwalt begann er in seinem neuen Beruf zu praktizieren. Zwischen 1847 und 1854 war er Richter am Obersten Gerichtshof von Maine.
1855 wurde Wells als Kandidat der Demokratischen Partei für die anstehende Gouverneurswahl nominiert. Nachdem er bei den Wahlen eine absolute Mehrheit verfehlt hatte, wurde er vom Staatsparlament, in dem seine Partei die Mehrheit hatte, zum neuen Gouverneur bestimmt. In seiner einjährigen Amtszeit wurde das im Jahr 1851 erlassene strikte Alkoholverbot in Maine aufgehoben und durch ein liberaleres Gesetz ersetzt. Nun war der Verkauf von Alkohol in Maine wieder erlaubt. Allerdings gab es Einschränkungen, an die sich die Verkäufer zu halten hatten.
Nachdem im Jahr 1856 der Versuch einer Wiederwahl gescheitert war, zog sich Wells aus der Politik zurück. Später zog er nach Boston, wo er als Rechtsanwalt arbeitete. Samuel Wells starb am 15. Juli 1868.